# Peter Warlock
Peter Warlock, pseudoniem van Philip Arnold Heseltine (Londen, 10 oktober 1894 – aldaar, 17 december 1930) was een Engels musicoloog en componist.

## Leven
Hoewel Philip Heseltine in Londen werd geboren, bracht hij een groot deel van zijn jeugd door in Wales. Nadat hij op jonge leeftijd zijn vader verloor, hertrouwde zijn moeder met een Welshman, Walter Buckley jones. Het gezin vestigde zich in Abermule, bij Newtown, Montgomeryshire.
Hij kreeg een gegoede Britse opvoeding, met studies aan Eton College, Christ Church, Oxford en het University College London. Hij hield het echter bij geen van die eerbiedwaardige colleges lang vol.
Zijn muzikale belangstelling kreeg al spoedig de overhand. Hij ontwikkelde zich als autodidact en bestudeerde partituren van door hem bewonderde componisten. Frederick Delius was zijn grootste voorbeeld, maar hij raakte ook in de ban van de werken van Roger Quilter en de naar Engeland verhuisde Nederlandse componist Bernard van Dieren.
In Eton liet zijn docent Colin Taylor hem kennismaken met andere moderne componisten.
Daarnaast waren de poëzie en de muziek uit de tijd van koningin Elizabeth I een inspiratiebron.
Naast de muziek ontwikkelde Heseltine een passie voor de Keltische taal en cultuur, mogelijk als gevolg van zijn verblijf in Wales. Behalve Welsh bestudeerde hij ook Manx, Cornisch en Bretons.
Zijn pseudoniem gebruikte hij alleen voor zijn composities. Journalistiek werk verscheen onder zijn eigen naam.
Hij trouwde met Minnie Lucy Channing, wier bijnaam "Puma" was. Het echtpaar kreeg een zoon, Nigel.
Warlock stierf op 36-jarige leeftijd aan de gevolgen van een gasvergiftiging. Of het hier om zelfmoord of een ongeluk ging, is nooit opgehelderd. Er is zelfs een theorie dat Van Dieren Warlock heeft vermoord. Bewijs hiervoor ontbreekt.

## Muziek
Al tijdens zijn schooljaren begon hij te componeren. Na een reis naar Ierland (1917-1918) publiceerde hij liederen onder zijn nieuwe pseudoniem Peter Warlock. Hij kreeg er veel bijval mee en deze eerste publicaties leidden tot een vruchtbare periode.
Warlock, om hem die naam maar te geven, had een tijdlang in Londen gewoond, maar vertrok opnieuw naar Wales. In zijn ouderlijk huis componeerde hij zijn meesterwerk, de liederencyclus The Curlew.
Na deze periode verhuisde hij in 1925 naar Eynsford, waar hij met collega-componist Ernest John Moeran in één huis woonde. Hoewel Warlock hier opnieuw veel componeerde, was het leven met Moeran ook chaotisch en met veel drank besproeid. Meer dan eens werd Warlock van de straat geplukt door de politie omdat hij naakt (en dronken) op zijn motor reed. In 1929 werd dit componistenhuishouden opgedoekt en gingen beiden hun eigen weg, waarbij de vriendschap intact bleef.
Afgezien van liederen componeerde Warlock enkele instrumentale werken, waaronder zijn nog altijd populaire Capriol Suite en een Serenade die hij aan Delius opdroeg.

## Journalistiek werk
Na zijn Ierse reis was Heseltine enige tijd redacteur bij het muziektijdschrift The Sackbut en was hij financieel vooral afhankelijk van zijn journalistieke activiteiten. Aan het einde van de jaren twintig leek zijn muzikale inspriatie op te drogen en ontmoette zijn werk veel kritiek. Hij legde zich daarna weer meer toe op muziekkritiek en het schrijven van boeken. Hij publiceerde een boek over Delius en over de door hem herontdekte Thomas Whythorne. Dat boek leidde weer tot een compositie van Moeran: Whythorne's Shadow.
Heseltine was in zijn korte leven ook een publieke verschijning en in die hoedanigheid inspireerde hij schrijvers als D. H. Lawrence, die Julius Halliday in zijn roman Women in love op hem baseerde, en Jean Rhys.

## Werk
Liederen
voor solostem en piano (selectie)
- The Wind from the West (E. Young), 1911
- A Lake and a Fairy Boat (T. Hood), 1911
- Music, when soft voices die (P. B. Shelley), 1911
- The Everlasting Voices (W. B. Yeats), 1915
- The Cloths of Heaven (W. B. Yeats), 1916 [rev. 1919]
- Bright is the ring of words (R. L. Stevenson), 1918
- To the Memory of a Great Singer (R. L. Stevenson), 1918
- Take, o take those lips away (W. Shakespeare), 1918
- As ever I saw, 1918
- Whenas the rye (G. Peele), 1918
- Dedication (P. Sydney), ?1918
- Love for Love, 1918-19
- My sweet little darling, ?1918-19
- Sweet Content (T. Dekker), ?1918-19
- Captain Stratton's Fancy (J. Masefield), 1921
- Mr Belloc's Fancy (J. C. Squire), 1921 [2 versions]
- Late Summer (E. B. Shanks), 1921-22
- Good Ale, 1922
- Hey troly loly lo, 1922
- The Bachelor, 1922
- Piggesnie, 1922
- Little Trotty Wagtail (J. Clare), 1922
- The Singer (E. B. Shanks), 1922
- Adam lay ybounden, 1922
- Rest sweet nymphs, 1922
- Sleep (J. Fletcher), 1922
- Tyrley Tyrlow, 1922
- Autumn Twilight (A. Symons), 1922
- Milkmaids (J. Smith), 1923
- Candlelight ((Twaalf kinderliedjes), 1923
- Jenny Gray, 1923
- The Toper's Song, 1924
- Sweet and Twenty (W. Shakespeare), 1924
- Peter Warlock's Fancy, 1924
- Yarmouth Fair (H. Collins), 1924
- I have a garden (T. Moore), 1924 [1910, rev.]
- Chanson du jour de Noël (C. Marot), 1925
- Pretty Ring Time (W. Shakespeare), 1925
- Twee liederen (A. Symons): A Prayer to St Anthony, The Sick Heart, 1925
- The Countryman (J. Chalkhill), 1926
- Maltworms (W. Stevenson), samen met E. J. Moeran, 1926
- The Birds (H. Belloc),1926
- Robin Goodfellow, 1926
- Jillian of Berry (F. Beaumont and J. Fletcher), 1926
- Away to Twiver, 1926
- Fair and True (N. Breton), 1926
- Drie liederen op tekst van Hilaire Belloc: Ha'nacker Mill, The Night, My Own Country, 1927
- The First Mercy (B. Blunt), 1927
- The Lover's Maze (T. Campion), 1927
- Cradle Song (J. Phillip), 1927
- Sigh no more ladies (W. Shakespeare), 1927
- Seven Songs of Summer: The Passionate Shepherd (C. Marlowe), The Contented Lover (trans J. Mabbe), Youth (R. Wever), The Sweet o' the Year (W. Shakespeare), Tom Tyler, Eloré Lo, The Droll Lover, 1928
- And wilt thou leave me thus? (T. Wyatt), 1928
- The Cricketers of Hambledon (Blunt) 1928
- Fill the Cup, Philip, 1928
- The Frostbound Wood (B. Blunt), 1929
- After Two Years (R. Aldington), 1930
- The Fox (B. Blunt), 1930
- Bethlehem Down (B. Blunt), 1930

Koormuziek
(voor koor a capella, tenzij anders vermeld)
- The Full Heart (R. Nichols), 1916/1921
- As Dewe in Aprylle, 1918
- Benedicamus Domino, 1918
- Cornish Christmas Carol (H. Jenner), 1918
- Kanow Kernow (H. Jenner), 1918
- Corpus Christi, 1919
- Drie kerstliederen voor koor en orkest: Tyrley Tyrlow, Balulalow, The Sycamore Tree, 1923
- One More River voor baritonsolo, gemengd koor en piano, 1925
- The Lady's Birthday, 1925
- The Spring of the Year (A. Cunningham), SATB, 1925
- Three Dirges of Webster: All the flowers of spring, Call for the Robin Redbreast, The Shrouding of the Duchess of Malfi, 1923-5
- Bethlehem Down (B. Blunt), 1927
- I saw a fair maiden, 1927
- What Cheer? Good Cheer! 1927
- Where Riches is Everlastingly, voor gemengd koor en orgel, 1927
- The Rich Cavalcade (F. Kendon), 1928
- The First Mercy (B. Blunt), voor vrouwenkoor en piano, 1928
- The bayley berith the bell away, voor koor en piano, 1928
- The Five Lesser Joys of Mary (D. L. Kelleher),voor koor en orgel, 1929
- Carillon Carilla (H. Belloc), voor koor en orgel, 1930

Vocale kamermuziek
- My lady is a pretty one, voor zang en strijkkwartet, 1919
- The Curlew (W.B. Yeats), voor tenor, fluit, althobo en strijkkwartet, 1920-22
- Corpus Christi, voor sopraan, bariton en strijkkwartet, 1927 [bewerking van de versie voor koor, 1919]
- Sorrow's Lullaby (T. L. Beddoes), voor sopraan, bariton en strijkkwartet, 1926-7

Instrumentale composities
(voor piano, tenzij anders vermeld)
- Four Codpieces, 1916-17
- A Chinese Ballet, 1917
- An Old Song, voor klein orkest, 1917
- The Old Codger [parodie op de Symfonie in D gr.t. van César Franck], 1917
- Folk Song Preludes, 1918
- Serenade, for Delius, voor strijkorkest, 1921-2
- Capriol Suite, versies voor piano-vierhandig en voor strijkorkest, 1926, versie voor symfonieorkest, 1928
- Row well ye Mariners

Journalistiek
- Frederick Delius (Londen, 1923)
- Songs of the Gardens (Londen, 1925)
- Voorwoord bij Arbeau: Orchesography, Engelse vertaling C. Beaumont (Londen, 1925)
- Thomas Whythorne: An Unknown Elizabethan Composer (Londen, 1925)
- The English Ayre (Londen, 1926)
- English Ayres: Elizabethan and Jacobean. A Discourse by Peter Warlock. (Londen, 1932)
- Giles Earle his Booke (Londen, 1932)